# ديفيد لويسو
ديفيد لويسو (بالإنجليزية: Christian؛ مواليد 17 ديسمبر 1979) هو مُقاتل فنون قتالية مختلطة كندي.

## وصلات خارجية
- ديفيد لويسو على موقع يو إف سي (الإنجليزية)
- ديفيد لويسو على موقع شيردوغ (الإنجليزية)
- ديفيد لويسو على موقع Tapology.com (الإنجليزية)
- ديفيد لويسو على موقع IMDb (الإنجليزية)
- ديفيد لويسو على موقع قاعدة بيانات الفيلم (الإنجليزية)